# Quemado (pantalla)

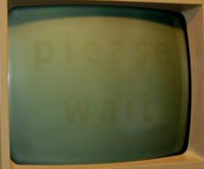
El quemado en un monitor, cuando es grave, es visible incluso cuando el monitor está apagado.

La retención de imagen, llamado también quemado de pantalla, quemado de imagen, o imagen fantasma es una decoloración de áreas en una pantalla electrónica, como un tubo de rayos catódicos (CRT) en un monitor de computadora o televisor antiguo, causada por el uso acumulativo no uniforme de la pantalla .
Las pantallas de cristal líquido (LCD) más nuevas pueden sufrir un fenómeno llamado persistencia de imagen, que no es permanente.
Una manera para combatir el quemado de pantalla es el uso de protectores de pantalla, los cuales se aseguran de mover la imagen en la pantalla para que ninguna área de esta permanezca iluminada por demasiado tiempo. 

## Causas del efecto quemado
Con pantallas electrónicas basadas en fósforo (por ejemplo, monitores de computadora tipo CRT, pantallas de osciloscopio o pantallas de plasma), el uso no uniforme de áreas específicas, como visualización prolongada de imágenes sin movimiento (texto o gráficos), contenido repetitivo en gráficos de juegos, o ciertas transmisiones con teletipos y flags, pueden crear una imagen fantasmal permanente de estos objetos o degradar la calidad de la imagen. Esto se debe a que los compuestos de fósforo que emiten luz para producir imágenes pierden su luminancia con el uso. Este desgaste da como resultado una salida de luz desigual con el tiempo y, en casos graves, puede crear una imagen fantasma del contenido anterior. Incluso si las imágenes fantasma no son reconocibles, los efectos de la pantalla quemada son una degradación inmediata y continua de la calidad de la imagen.
El tiempo requerido para que se produzca una quemadura de pantalla notable varía debido a muchos factores, que van desde la calidad de los fósforos empleados hasta el grado de falta de uniformidad del uso de subpíxeles. Puede tomar tan solo unas pocas semanas para que aparezca un efecto fantasma notable, especialmente si la pantalla muestra una determinada imagen (por ejemplo, una barra de menú en la parte superior o inferior de la pantalla) constantemente y la muestra continuamente con el tiempo. En el raro caso de que fallen los circuitos de deflexión horizontal o vertical, toda la energía de salida se concentra en una línea vertical u horizontal en la pantalla, lo que provoca que la pantalla se queme casi instantáneamente.

## Tubo de rayos catódicos

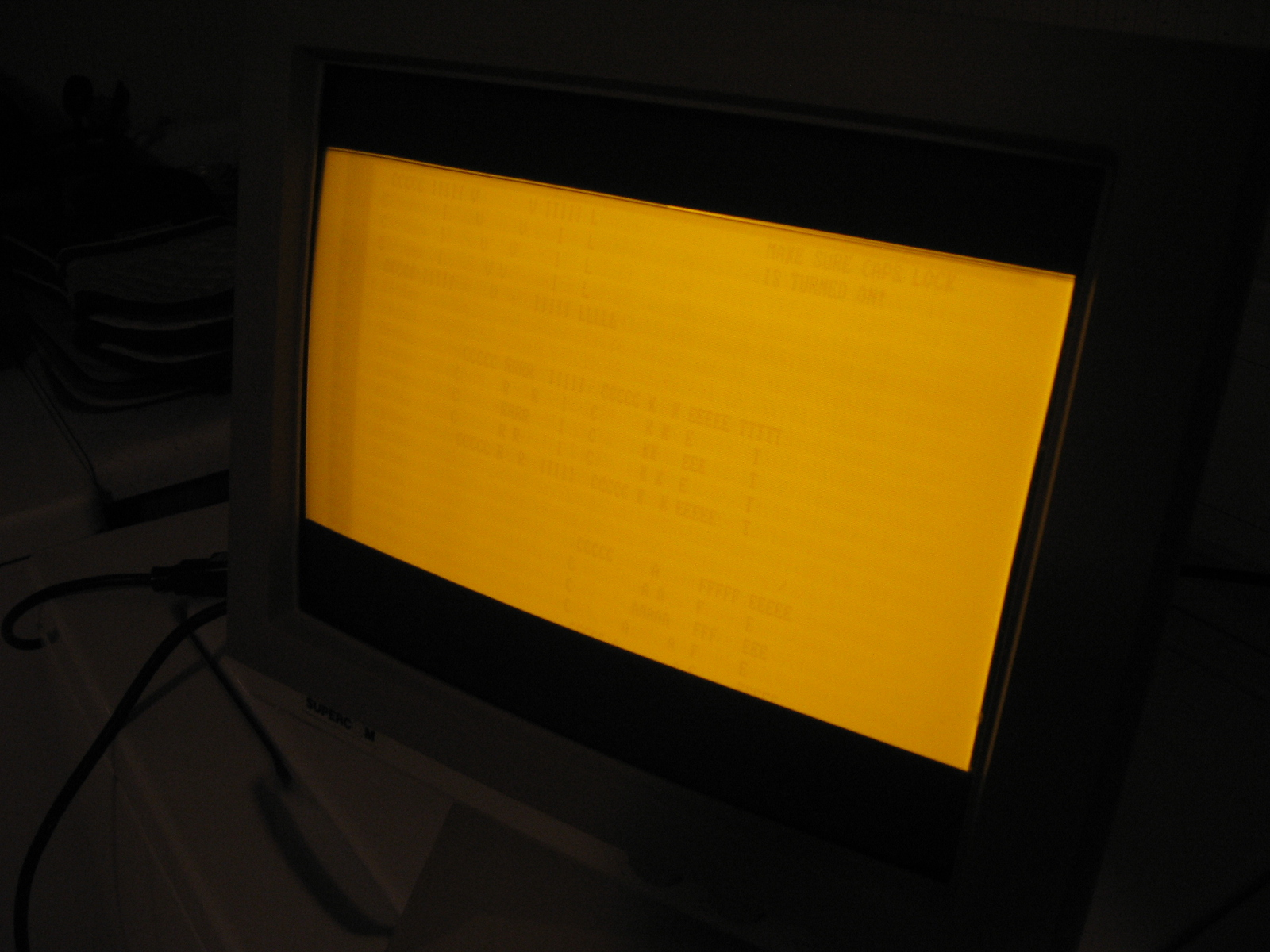
Quemadura de pantalla en un monitor de una computadora CRT ámbar. Se tiene en cuenta que hay dos imágenes grabadas separadas: una de un programa de hoja de cálculo y otra de una pantalla de bienvenida de arte ASCII.

El quemado de fósforo es particularmente frecuente con las pantallas CRT monocromáticas, como los monitores monocromáticos ámbar o verde comunes en los sistemas informáticos más antiguos y las estaciones de terminales tontas. Esto se debe en parte a que esas pantallas mostraban principalmente imágenes sin movimiento y con una intensidad: completamente encendida. Las pantallas amarillas son más susceptibles que las pantallas verdes o blancas porque el fósforo amarillo es menos eficiente y, por lo tanto, requiere una corriente de haz más alta. Las pantallas a color, por el contrario, usan tres fósforos separados (rojo, verde y azul), mezclados en diferentes intensidades para lograr colores específicos y en patrones de uso típicos, como la visualización de televisión "tradicional" (sin juegos, uso de televisión no convergente)., navegación sin Internet, retransmisiones sin teletipos ni flags, sin letterboxing prolongado o permanente) se utilizan para operaciones en las que los colores y la ubicación de los objetos en pantalla se aproximan a la uniformidad.
Las pantallas CRT modernas son menos susceptibles que las CRT anteriores a la década de 1960 porque tienen una capa de aluminio detrás del fósforo que ofrece cierta protección. La capa de aluminio se proporcionó para reflejar más luz del fósforo hacia el espectador. Como beneficio adicional, la capa de aluminio también evitó la quema de iones del fósforo y la trampa de iones, común en los televisores monocromáticos más antiguos, ya no era necesaria.

## Pantallas de plasma, LCD y OLED

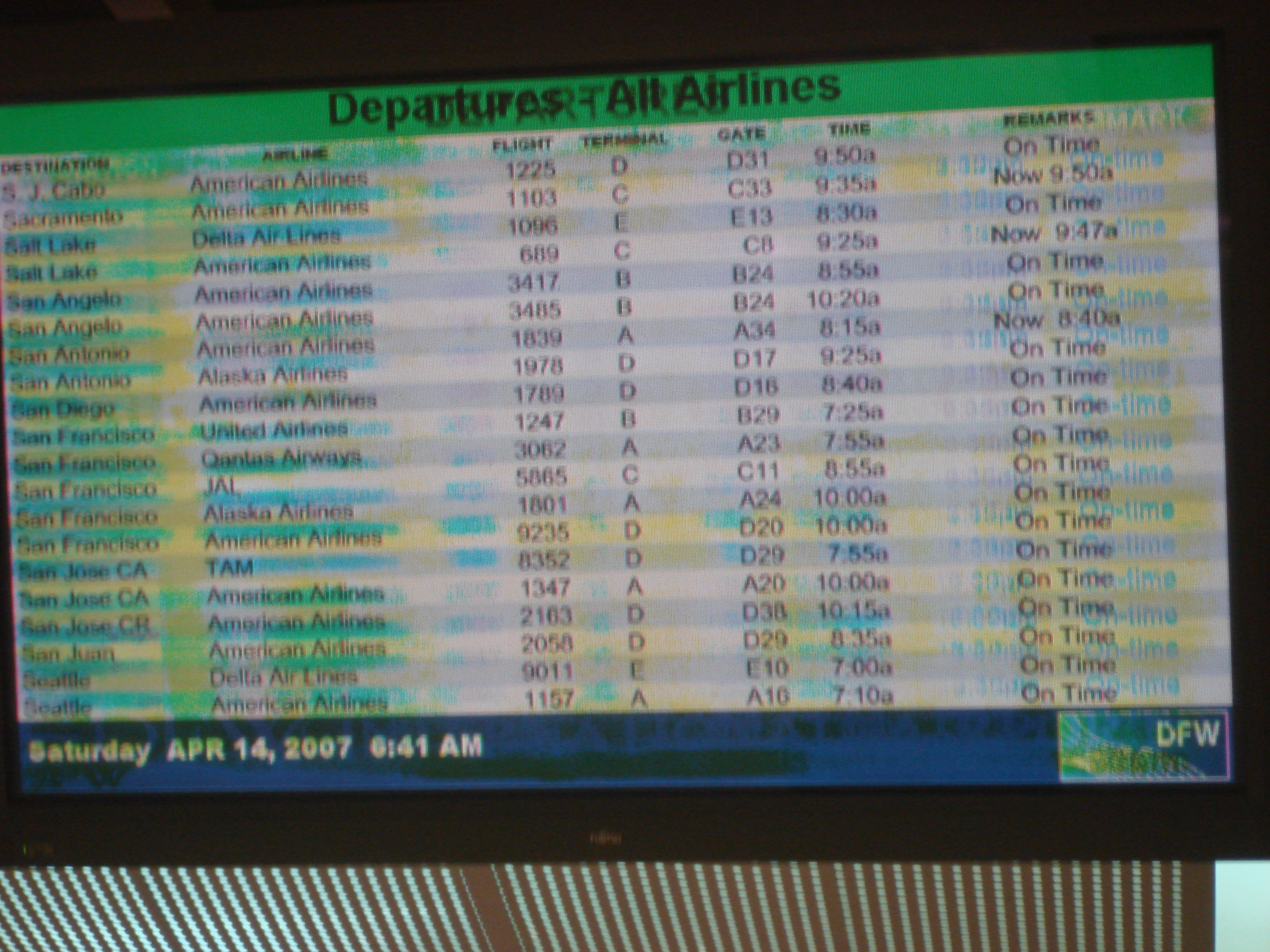
Quemado en una pantalla de plasma en el aeropuerto de Dallas Fort-Worth (2007)

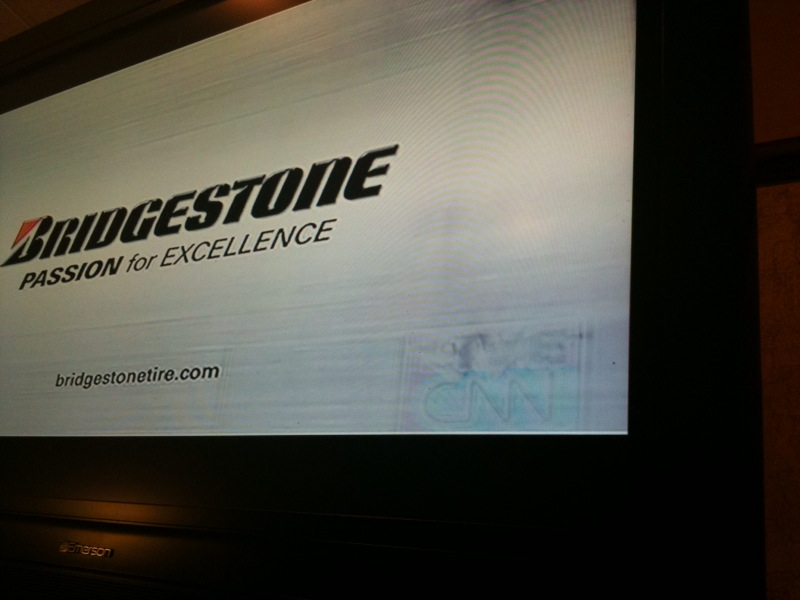
Un televisor LCD de casi dos años que muestra un quemado extremo de la mosca de CNN de alrededor de 2008; este televisor está en un restaurante McDonald's donde la CNN está permanentemente encendida y se muestra durante todo el día laboral.

Las pantallas de plasma producidas hasta alrededor de 2007 eran muy susceptibles a quemarse, mientras que las pantallas de tipo LCD rara vez se ven afectadas. La amplia variación en la degradación de la luminancia con OLED basado en RGB causará una notable desviación del color con el tiempo (donde uno de los colores rojo, verde y azul se vuelve más prominente).
En el caso de las pantallas LCD, la física del quemado es diferente a la del plasma y OLED, que desarrollan el quemado por la degradación de la luminancia de los píxeles emisores de luz. Para las pantallas LCD, el quemado se desarrolla en algunos casos porque los píxeles pierden permanentemente su capacidad para volver a su estado relajado después de un perfil de uso estático continuo. En la mayoría de los perfiles de uso típicos, esta persistencia de imagen en LCD es solo transitoria.
Tanto las pantallas de tipo plasma como las de tipo LCD exhiben un fenómeno similar llamado persistencia de imagen transitoria, que es similar a la quemadura de pantalla pero no es permanente. En el caso de las pantallas de plasma, la persistencia de la imagen transitoria se debe a la acumulación de carga en las celdas de los píxeles (no a la degradación de la luminancia acumulativa como con el quemado), que se puede ver a veces cuando se coloca una imagen brillante contra un fondo oscuro. el fondo se reemplaza solo por un fondo oscuro; esta retención de imagen generalmente se libera una vez que se muestra una imagen de brillo típico y no inhibe la calidad de imagen de visualización típica de la pantalla.

## Mitigación
Los protectores de pantalla derivan su nombre de su propósito original, que era un método activo para intentar evitar que la pantalla se queme. Al asegurarse de que ningún píxel o grupo de píxeles quedara mostrando una imagen estática durante largos períodos de tiempo, se conservó la luminosidad del fósforo. Los protectores de pantalla modernos pueden apagar la pantalla cuando no están en uso.
En muchos casos, el uso de un protector de pantalla no es práctico. La mayoría de los fabricantes de pantallas de plasma incluyen métodos para reducir la tasa de quemado moviendo ligeramente la imagen, lo que no elimina el quemado de la pantalla, pero puede suavizar los bordes de cualquier imagen fantasma que se desarrolle. Existen técnicas similares para las pantallas OLED modernas. Por ejemplo, los fabricantes de relojes Android Wear con pantallas OLED pueden solicitar que Android Wear habilite "técnicas de protección contra quemaduras" que mueven periódicamente el contenido de la pantalla a unos pocos píxeles.
Otros ejemplos: el iPhone X de Apple y la serie Galaxy de Samsung mitigan o retrasan el inicio del quemado al cambiar los píxeles cada minuto más o menos y lo mismo ocurre con las barras de batería, wifi, ubicación y servicio. Además, el desplazamiento parallax se puede habilitar para la pantalla de inicio para dar a los íconos un efecto similar al 3D, una configuración a la que Apple se refiere como "zoom de perspectiva". La tecnología Anti-burn-in patentada de AG Neovo también utiliza el desplazamiento de píxeles para hacer que los píxeles se muevan en el intervalo de tiempo diseñado para evitar el efecto de quemado en los monitores LCD.
Google solicita que cuando estas técnicas estén habilitadas, los desarrolladores del Watch face no utilicen grandes bloques de píxeles para que se quemen diferentes de ellos con cada turno, lo que reduce el desgaste general de los píxeles.
Algunos protectores de pantalla se mueven, como los de los reproductores de DVD, o los de algunos televisores que mueven el video en pausa después de un largo período de inactividad.
Según el tipo de pantalla, a veces es posible remediar el desgaste de la pantalla mediante el uso de software y dispositivos de reparación. En el caso de las pantallas OLED en los teléfonos Android, las aplicaciones de reducción de quemado pueden mostrar una imagen invertida de las barras de navegación y de estado (que se muestran constantemente y, por lo tanto, son los elementos más probables de quemarse) para quemarse en un patrón opuesto, lo que da como resultado una pantalla cuyos subpíxeles tienen una luminosidad más uniforme y, por lo tanto, artefactos de quemado menos visibles.